# L'evocazione - We Summon the Darkness
L'evocazione - We summon the darkness è un film del 2019 diretto da Marc Meyers e con protagonisti Alexandra Daddario, Amy Forsyth, Maddie Hasson e Keean Johnson.

## Trama
Indiana, luglio 1988. Tre ragazze, Alexis e le sue due amiche Val e Bev, stanno andando a un concerto heavy metal. Lì incontrano tre ragazzi, Ivan e i suoi amici Kovacs e Mark, e, dopo lo spettacolo, Alexis invita i ragazzi nella villa vuota di suo padre, presente in un punto isolato. Presto però quella che sembrava essere una semplice serata di divertimento si trasformerà in una notte di tragedie.

## Distribuzione
Il film è stato presentato in anteprima al Mammoth Film Festival il 28 febbraio 2019, per poi venire distribuito on demand ad aprile 2020 negli Stati Uniti.

## Accoglienza
Su Rotten Tomatoes il film ha un indice di gradimento del 69% basato su 71 recensioni, con un voto medio di 5,8/10, mentre su Metacritic ha un punteggio medio ponderato di 55 su 100, basato su 14 recensioni, con critiche contrastanti o medie.